# Grliče
Grliče – wieś w Słowenii, w gminie Šmarje pri Jelšah. W 2018 roku liczyła 217 mieszkańców.